# باول كرايغ
باول كرايغ (14 مارس 1988 بتشارلوت تاون في كندا - ) هو لاعب كرة قدم كندي في مركز الهجوم. لعب مع نادي ادمونتون وThunder Bay Chill ‏ وPEI FC ‏.

## وصلات خارجية
- باول كرايغ على موقع قاعدة بيانات كرة القدم.إي يو (الإنجليزية)